# 大人のための週刊Radio
大人のための週刊Radio（おとなのためのしゅうかんらじお）は、秋田放送（ABSラジオ）で放送されていたラジオ番組。毎週土曜日 16:00 - 16:50に放送されていた（放送終了時点）。

## 番組概要
実業家の天野洋介と、根田朋子がパーソナリティーである。
放送開始当初は、毎週月曜日 21：00 - 21：54に放送。インターネットでの放送（面白メール大賞）も行われていた。
インターネット放送もあり、秋田県以外での人気が多く、「面白メール大賞」があり、毎回プレゼントがある。
中でも人気急上昇だったのが遠藤里沙アナウンサー(現･文化放送)。　ホームページ開設時に遠藤アナ本人の自己紹介動画が配信され、ラジオが届かない東京や大阪からのメールも続々届いた。

## 過去のパーソナリティー
石川恵美、丹内モモコ、遠藤里沙